# Aprígio José de Sousa
Aprígio José de Sousa (Minas Gerais — 1917) foi um político brasileiro.
Foi 2º vice-presidente de Goiás, assumindo o governo de 13 de outubro de 1916 a 9 de maio de 1917.